# Longano
Longano ist eine italienische Gemeinde (comune) in der Provinz Isernia in der Region Molise und hat 626 Einwohner (Stand 31. Dezember 2023). Die Gemeinde liegt etwa 8 Kilometer südsüdöstlich von Isernia und grenzt unmittelbar an die Provinz Caserta (Kampanien).

## Geschichte
Die Ortschaft wird erstmals 1269 urkundlich erwähnt.